# Ceranchia cribricollis
Ceranchia cribricollis är en fjärilsart som beskrevs av Silbermann. 1897. Ceranchia cribricollis ingår i släktet Ceranchia och familjen påfågelsspinnare. Inga underarter finns listade i Catalogue of Life.